# Lepturgotrichona stigmatica
Lepturgotrichona stigmatica är en skalbaggsart som först beskrevs av Bates 1881.  Lepturgotrichona stigmatica ingår i släktet Lepturgotrichona och familjen långhorningar.
Artens utbredningsområde är:
- Belize.
- El Salvador.
- Guatemala.
- Honduras.

Inga underarter finns listade i Catalogue of Life.